# Scott Armstrong
Joseph Scott James (nacido el 4 de mayo de 1961) es un luchador profesional y árbitro más conocido como Scott Armstrong. más conocido por haber trabajado para la WWE después de haber sido despedido junto a varios luchadores y staff de la empresa. Él es el hijo mayor de Bob Armstrong y tiene tres hermanos que también luchan, Brad, Steve y Brian.

## Carrera profesional de lucha libre

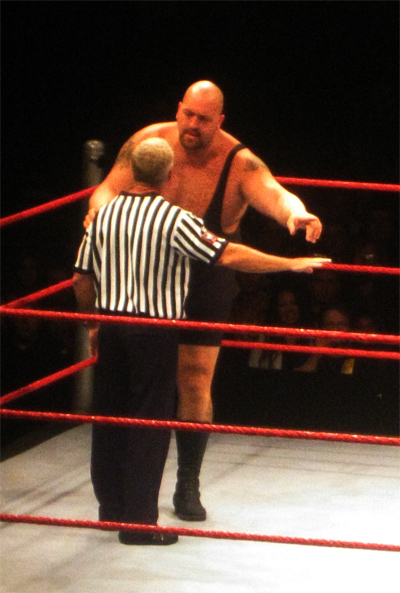
The Big Show discutiendo con el árbitro Scott Armstrong.

### Inicios de su carrera
James comenzó a luchar en 1983 como "Scott Armstrong". Él luchó principalmente en las zonas de Georgia y Alabama, donde ha luchado por la National Wrestling Alliance de la promoción de Jim Crockett y la World Championship Wrestling (WCW), donde formó un equipo llamado "The James Boys" con el hermano de Steve. Trabajó en la WCW desde 1992 hasta 2001, comenzando como un luchador y a finales del año pasado como árbitro. También luchó como Dixie Dy-No-Mite en la empresa de lucha libre Smoky Mountain Wrestling.
También fue árbitro de la World Championship Wrestling y Total Nonstop Action Wrestling.

### World Wrestling Entertainment (2006–2010)
Armstrong apareció en el episodio de SmackDown de la World Wrestling Entertainment el 28 de julio de 2006, como árbitro en la lucha del Campeonato de los Estados Unidos de la WWE entre Finlay y William Regal. En agosto de 2006, Armstrong fue contratado como un árbitro de tiempo completo de la WWE en la marca ECW de la WWE. Se convirtió en árbitro de alto nivel en febrero de 2007. después Mickie Henson fue movido a Smackdown. También fue el único árbitro de WWE para la marca ECW en WrestleMania XXIV. En el PPV de la WWE SummerSlam, el 17 de agosto de 2008, Armstrong arbitró la Hell in a Cell entre Edge y The Undertaker. Luego se trasladó a la marca SmackDown convirtiéndose en su alto cargo. En noviembre de 2008 los árbitros ya no eran exclusivo de ciertas marcas. En WrestleMania XXV, el 5 de abril de 2009, Armstrong arbitró el evento principal en la lucha del WWE Championship entre Triple H y Randy Orton.
El 13 de septiembre de 2009, en Breaking Point, Armstrong participó en polémica lucha en el evento principal entre el Campeón Mundial de los Pesos Pesados CM Punk y The Undertaker. Armstrong pidió la campana y declaró Punk el ganador, a pesar de que The Undertaker en realidad nunca presentó la derrota, lo que hace una referencia a la Traición de Montreal (que se celebró en el mismo lugar en 1997). El 30 de octubre de 2009, Armstrong luchó ante CM Punk en SmackDown, pero perdió luego de una GTS de Punk. A la semana siguiente, Armstrong arbitró la lucha entre R-Truth y CM Punk y en la mitad de la lucha Armstrong hizo un conteo rápido a favor de R-Truth en forma de venganza, costándole la lucha a Punk.
El 26 de febrero de 2010, Armstrong fue liberado de su contrato de la WWE.

### Vuelta a la World Wrestling Entertainment / WWE (2011-2020)
El 20 de febrero de 2011, Armstrong volvió a aparecer en la programación de la WWE, como árbitro para el evento principal durante el PPV Elimination Chamber. También arbitró la lucha entre Triple H y The Undertaker en WrestleMania 27. Fue cuestionado en una lucha entre Daniel Bryan y Randy Orton en WWE Night of Champions de 2013, debido a un conteo rápido en la victoria de Bryan. Al día siguiente en RAW Triple H lo encaró debido a que quería que ganara Bryan, y más tarde Triple H lo despidió (Kayfabe). Reapareció en el evento WWE Battleground, como árbitro suplente para terminar el combate entre Daniel Bryan y Randy Orton, pero al terminar el conteo recibió el K.O de Big Show.
Armstrong volvió en el evento principal de WrestleMania XXX traído por The Authority para hacer que Daniel Bryan no ganara el WWE World Heavyweight Championship, pero fue noqueado por una patada de Daniel Bryan, siendo así expulsado del ring.
El 24 de noviembre volvió a aparecer en Survivor Series ayudando a The Authority haciendo la cuenta de Seth Rollins sobre Dolph Ziggler, pero fue interrumpido por el regreso de Sting y atacado por el mismo. Armstrong regreso en 2016 entre la lucha de Roman Reigns y Sheamus por el Campeonato Mundial Peso Pesado ayudando a Sheamus haciendo la cuenta.
El 15 de abril de 2020, Armstrong dejó la promoción.

## Vida personal
James está casado con Michelle y tiene dos hijos. En 2008, ayudó a recaudar fondos para La Florida Zoo Noroeste (ahora Gulf Breeze Zoo) después de haber sufrido daños por el huracán Iván.

## En lucha
- Movimientos Finales
  - Superkick

- Movimientos de firma
  - Diving reverse crossbody
  - Dropkick
  - Roll-up

## Campeonatos y logros
- Georgia Championship Wrestling
  - NWA National Tag Team Championship (1 vez) – con Bob Armstrong

- North Georgia Wrestling Association
  - NGWA Tag Team Championship (1 vez)

- NWA Wrestle Birmingham
  - NWA Wrestle Birmingham Tag Team Championship (1 vez) – con Bob Armstrong

- Southeastern Championship Wrestling
  - NWA Southeastern Tag Team Championship (1 vez) – con Brad Armstrong
  - NWA Southeastern United States Junior Heavyweight Championship (5 vez)

- National Wrestling Alliance
  - NWA World Junior Heavyweight Championship (2 veces)[4]

- Southeastern Xtreme Wrestling
  - SXW Heavyweight Championship (1 vez)
  - SXW Impact Championship (1 vez)

- Tennessee Mountain Wrestling
  - TMW Tag Team Championship (1 vez) – con Brad Armstrong

- United Championship Wrestling
  - UCW Tag Team Championship (1 vez) – con Bob Armstrong

- USA Wrestling
  - USA Junior Heavyweight Championship (1 vez)